# Axel Disasi
Axel Wilson Arthur Disasi Mhakinis Belho (Gonesse, 1998. március 11. –) világbajnoki ezüstérmes francia válogatott labdarúgó, az Aston Villa játékosa, kölcsönben a Chelsea-től.

## Pályafutása

### Klubcsapatokban
A Villiers-le-Bel JS, az USM Senlis és a Paris korosztályos csapataiban nevelkedett. 2015. november 12-én az RC Lens ellen mutatkozott be a Paris első csapatában. 2016. január 8-án megszerezte első bajnoki gólját a Tours ellen 3–1-re elvesztett találkozón. A 2016–17-es szezont már a Reims klubjánál töltötte, többnyire a második csapatban lépett pályára. A következő idány végén feljutottak az élvonalba. 2020. augusztus 7-én az AS Monaco 13 millió euróért szerződtette és öt évre írt alá. Augusztus 23-án a Reims ellen góllal mutatkozott be.
2025. február 4-én az Aston Villa bejelentette, hogy kölcsönvette Disasit a Chelsea-től, a 2024–2025-ös szezon végéig.

### A válogatottban
Többszörös francia korosztályos válogatott. Apja Kongói DK-ból származik. 2022 novemberében a 2022-es labdarúgó-világbajnokságra utazó keret tagjaként Presnel Kimpembe megsérült és Didier Deschamps őt hívta meg.

## Statisztika

### Klubcsapatokban
2023. június 3-i állapotnak megfelelően.
| Klub     | Szezon   | Bajnokság              | Bajnokság | Bajnokság | Kupa  | Kupa  | Ligakupa | Ligakupa | Nemzetközi | Nemzetközi | Összesen | Összesen |
| Klub     | Szezon   | Bajnokság              | Mérk.     | Gólok     | Mérk. | Gólok | Mérk.    | Gólok    | Mérk.      | Gólok      | Mérk.    | Gólok    |
| -------- | -------- | ---------------------- | --------- | --------- | ----- | ----- | -------- | -------- | ---------- | ---------- | -------- | -------- |
| Paris    | 2015–16  | Ligue 2                | 3         | 1         | 2     | 0     | –        | –        | –          | –          | 5        | 1        |
| Reims II | 2016–17  | Championnat National 2 | 21        | 1         | 0     | 0     | –        | –        | –          | –          | 21       | 1        |
| Reims II | 2017–18  | Championnat National 2 | 2         | 0         | –     | –     | –        | –        | –          | –          | 2        | 0        |
| Reims II | 2018–19  | Championnat National 2 | 13        | 1         | –     | –     | –        | –        | –          | –          | 13       | 1        |
| Reims II | Összesen | Összesen               | 36        | 2         | 0     | 0     | –        | –        | –          | –          | 36       | 2        |
| Reims    | 2016–17  | Ligue 2                | 1         | 0         | 0     | 0     | 0        | 0        | –          | –          | 1        | 0        |
| Reims    | 2017–18  | Ligue 2                | 13        | 1         | 1     | 0     | 1        | 0        | –          | –          | 15       | 1        |
| Reims    | 2018–19  | Ligue 1                | 4         | 0         | 0     | 0     | 1        | 0        | –          | –          | 5        | 0        |
| Reims    | 2019–20  | Ligue 1                | 27        | 1         | 1     | 0     | 4        | 0        | –          | –          | 32       | 1        |
| Reims    | Összesen | Összesen               | 45        | 2         | 2     | 0     | 6        | 0        | –          | –          | 53       | 2        |
| Monaco   | 2020–21  | Ligue 1                | 29        | 3         | 6     | 0     | –        | –        | 0          | 0          | 35       | 3        |
| Monaco   | 2021–22  | Ligue 1                | 32        | 1         | 4     | 0     | –        | –        | 9          | 2          | 45       | 3        |
| Monaco   | 2022–23  | Ligue 1                | 38        | 3         | 1     | 0     | –        | –        | 10         | 3          | 49       | 4        |
| Monaco   | Összesen | Összesen               | 99        | 7         | 11    | 0     | —        | —        | 19         | 5          | 129      | 10       |
| Chelsea  | 2023–24  | Premier League         | 0         | 0         | 0     | 0     | 0        | 0        | 0          | 0          | 0        | 0        |
| Összesen | Összesen | Összesen               | 202       | 14        | 14    | 0     | 6        | 0        | 19         | 5          | 241      | 19       |

### A válogatottban
2023. június 16-i állapotnak megfelelően.
| Válogatott    | Év       | Pályáral épések | Gólok |
| ------------- | -------- | --------------- | ----- |
| Franciaország | 2022     | 3               | 0     |
| Franciaország | 2023     | 1               | 0     |
| Összesen      | Összesen | 4               | 0     |

## Sikerei, díjai
- Reims
  - Ligue 2: 2017–18